# Teatro Nuart
El Teatro Nuart (en inglés Nuart Theatre) es un teatro y sala de cine ubicado en la ciudad de Los Ángeles, California. Hace parte de la cadena de teatros Landmark.

## Historia
Construido e inaugurado en 1929, el Nuart Teathre fue comprado por Landmark Theatres en 1974, convirtiéndose en la primera sala de teatro de esta cadena estadounidense. Pronto se unieron otros, como el UC Theater de Berkeley. El teatro fue remodelado en 2006 y 2022 actualmente tiene capacidad para 303 personas.
En febrero de 2024 celebró su aniversario número cincuenta.

## En la cultura popular
El teatro apareció en el filme de comedia de Chevy Chase y Goldie Hawn Foul Play, aunque la película está ambientada en San Francisco. El cineasta John Waters protagonizó un cortometraje titulado No Smoking, presentado inicialmente en el Nuart, en el que aconsejaba con humor a los espectadores que «fumaran de todos modos». Además, Waters apareció en un comercial en el que expresaba su gratitud al teatro por su larga exhibición de su película Pink Flamingos y su papel en la fama obtenida por la protagonista Divine.
El Nuart acogió el estreno mundial en salas del filme Beyond the Valley of the Ultra Vixens, dirigido por Russ Meyer.